# Georg von Kameke (General, 1817)

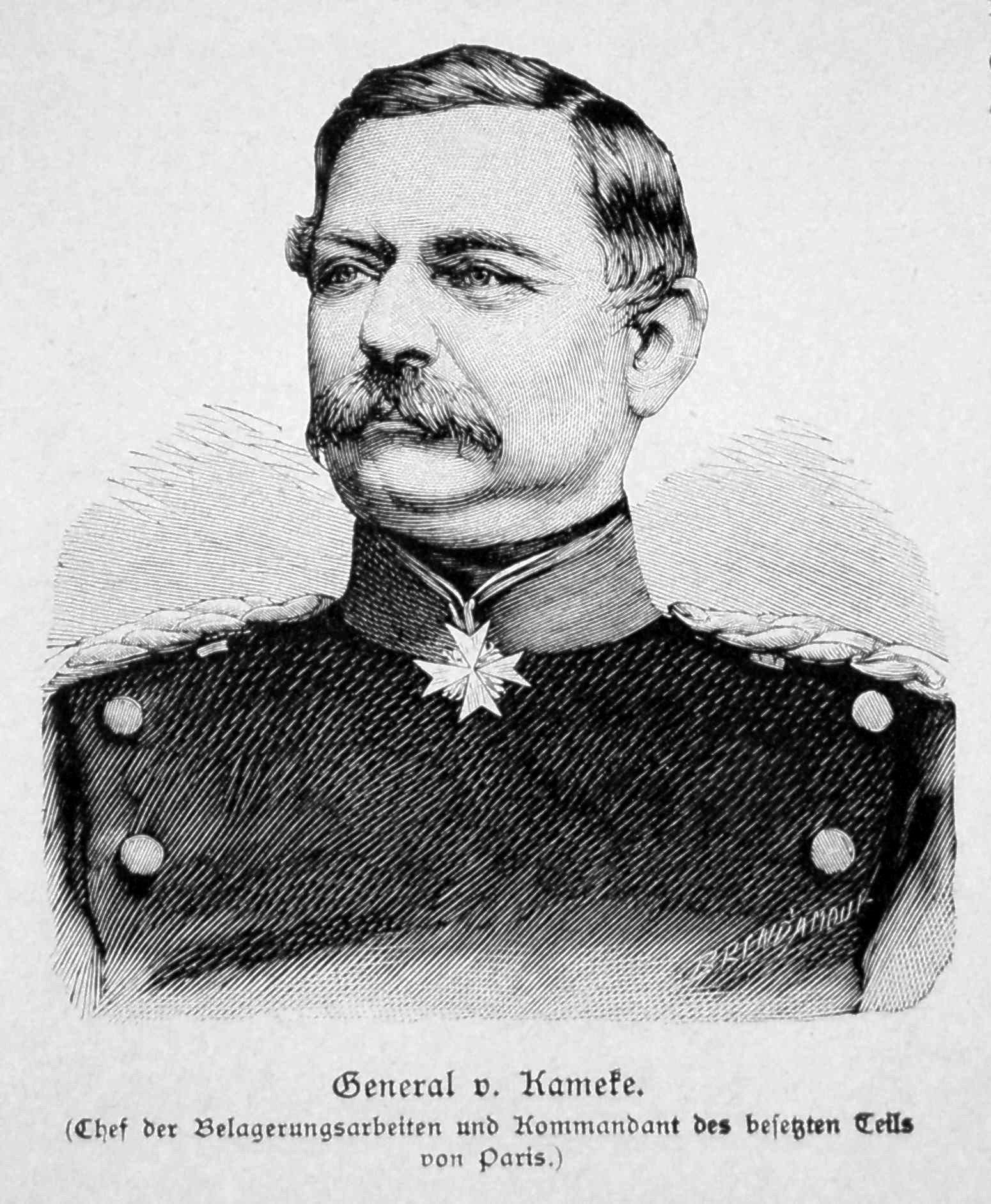
General von Kameke

General der Infanterie, Staats- und Kriegsminister von Kameke

Georg Arnold Carl von Kameke (* 14. April 1817 in Pasewalk; † 12. Oktober 1893 in Berlin) war ein preußischer General der Infanterie sowie Kriegsminister.

## Leben

### Herkunft
Georg entstammte dem alten pommerschen Adelsgeschlecht Kameke. Er war der Sohn des späteren Generalleutnants Georg von Kameke (1770–1837) und dessen Ehefrau Henriette Luise Karoline, geborene Lehmann (1795–1878). Sein Bruder Hermann (1819–1889) schlug ebenfalls die Militärlaufbahn ein und brachte es zum General der Infanterie.

### Militärkarriere
Nach dem Besuch des Gymnasiums in Stettin trat Kameke am 1. Januar 1834 als Pionier der 2. Pionier-Abteilung der Preußischen Armee bei. Vom 1. Oktober 1834 bis 30. September 1836 wurde er zu Ausbildungszwecken an die Vereinigte Artillerie- und Ingenieurschule kommandiert sowie zwischenzeitlich am 2. Januar 1835 zur Garde-Pionier-Abteilung versetzt. Mit dem erfolgreichen Abschluss wurde Kameke am 29. September 1836 zum Sekondeleutnant befördert und anschließend der 1. Ingenieur-Inspektion zugeteilt. Hier versah er für ein knappes Jahr Dienst und kam dann wieder zu seiner Stammeinheit. Um seine Kenntnisse weiter zu vertiefen, war Kameke in den kommenden Jahren zum Festungsbau nach Posen sowie zum Fortifikationsdienst in Königsberg kommandiert. Am 27. April 1848 kam Kameke ein weiteres Mal zur 1. Ingenieur-Inspektion, wurde hier als Zweiter Adjutant eingesetzt und stieg schließlich als Premierleutnant (seit 1. Juli 1848) ein halbes Jahr später zum Ersten Adjutant auf.
Mit der Beförderung zum Hauptmann folgte am 12. Oktober 1850 seine Versetzung in den Großen Generalstab. Nach sechs Monaten teilte man Kameke dem Generalstab des VII. Armee-Korps zu, wo er dann die folgenden knapp fünf Jahre verblieb. Als Major kehrte er anschließend in den Großen Generalstab zurück und wurde bis 15. März 1858 an die Gesandtschaft in Wien kommandiert. Nach kurzzeitiger Verwendung im Generalstab des I. Armee-Korps folgte am 15. April 1858 die Versetzung in die Abteilung für Ingenieurangelegenheiten des Kriegsministeriums. Im September 1858 begleitete Kameke den Prinzen Karl von Preußen zu einer Inspektionsreise des österreichischen Bundeskontingents. Nachdem Kameke am 31. Mai 1859 Oberstleutnant geworden war, beauftragte man ihn am 20. Oktober 1859 mit der Führung der Geschäfte als Chef der Ingenieurabteilung. Am 3. Mai 1860 erfolgte schließlich seine Ernennung zum Chef. Im Juni 1861 wurde er zum Oberst befördert und erhielt das Kommando des Grenadier-Regiments „König Friedrich III.“ (2. Schlesisches) Nr. 11; im März 1863 wurde er zum Chef des Generalstabs des VIII. Armee-Korps ernannt. 1865 stieg er zum Generalmajor auf und wurde bald darauf zum Chef des Stabes des II. Armee-Korps ernannt.
Am Deutschen Krieg nahm Kameke als Chef des Stabes des II. Armee-Korps teil. 1867 übertrug man ihm die Leitung des gesamten Ingenieurkorps. 1868 beförderte man ihn zum Generalleutnant.
Im Deutsch-Französischen Krieg leitete Kameke als Kommandeur der 14. Division die Schlacht bei Spichern und bewährte sich auch bei Colombey und Gravelotte. Nach der Kapitulation der Festung Metz eroberte er Diedenhofen (Thionville), Montmédy und belagerte Mézières. Noch vor dem Fall von Mézières wurde er am 23. Dezember 1870 nach Versailles gerufen, um die Leitung des Ingenieurangriffs auf Paris zu übernehmen. Für seine Verdienste in diesem Krieg erhielt er eine Dotation in Höhe von 100.000 Talern. Diese Summe verwendete er zum Ankauf der alten Familiengüter Hohenfelde und Niederhof.
Am 18. Februar 1871 wurde er zum Chef des Ingenieurkorps und zum Generalinspekteur der Festungen ernannt.
Am 9. November 1873 trat Kameke die Nachfolge Roons als Kriegsminister an. Am 22. März 1875 erfolgte seine Ernennung zum General der Infanterie und zum Chef des 2. Hannoverschen Infanterie-Regiments Nr. 77. Am 3. März 1883 schied er aus seinen Ämtern aus und zog sich auf sein Gut Hohenfelde bei Kolberg in Pommern zurück.
Kameke war Ritter des Schwarzen Adlerordens und des Ordens Pour le mérite mit Eichenlaub, sowie Rechtsritter des Johanniterordens.

### Familie
Er heiratete am 9. Januar 1862 Helene Freiin von Oelsen (1839–1907) aus dem Hause Vietnitz. Das Paar hatte folgende Kinder:
- Helene (1862–1945) ⚭ 1881 Georg von der Marwitz (1856–1929), preußischer General der Kavallerie
- Ilse (1864–1886) ⚭ 1883 Hermann von Tresckow (1849–1933), preußischer General der Kavallerie
- Margarethe (1866–1919)
⚭ 1885 Hans von Werder (1850–1896)
⚭ 1898 Albert von Werder (1852–1936), preußischer General der Kavallerie